# Festa da Cozinha Caipira

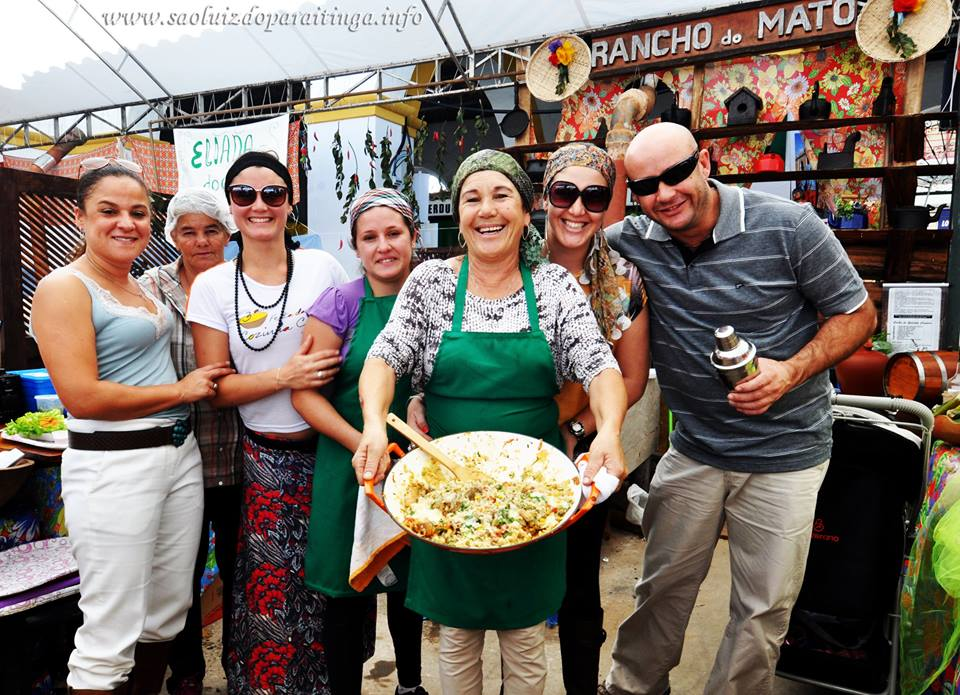
Festa da Comida Caipira de São Luiz do Paraitinga 2014

A Festa da Cozinha Caipira paulista de São Luiz do Paraitinga surgiu da iniciativa dos empresários do setor de alimentação da cidade. Promovida pela Prefeitura Municipal da Estância Turística de São Luiz do Paraitinga, o objetivo da festa é resgatar e fortalecer a tradição de São Paulo, a cultura e, principalmente, a culinária caipira, uma vez que o estado é berço dos caipiras. Desde a primeira edição em 2012, a Festa acontece no Mercado Municipal da cidade, e conta com diversos atrativos tais como: apresentações de música caipira, catira, desfile de carros de boi e de muários, artesanatos e uma grande variedade de pratos típicos da cozinha caipira, doces caseiros, caldos e cachaças, passando a integrar definitivamente o calendário oficial da cidade, onde também ocorre a Festa do Divino.

## História
A partir da década de 70, as atividades econômicas do município sofreram novas transformações, intensificando-se as atividades relacionadas ao turismo, nos quais os atrativos naturais e culturais passaram a ser explorados como atividades turísticas.
Em 2002, a cidade foi transformada em estância turística e finalmente o turismo começa a se transformar numa importante atividade econômica para o município. Dentre seus atrativos turísticos, destacam-se, na área urbana, seu conjunto arquitetônico, declarados como Patrimônio Cultural Brasileiro pelo Instituto do Patrimônio Histórico e Artístico Nacional (IPHAN) . No turismo ecológico e de aventura, destacam-se trilhas no Núcleo Santa Virgínia, e o rafting realizado no Rio Paraibuna. A Festa do Divino é destaque no turismo religioso, mas também pode ser considerada como um encontro de culturas regionais com várias manifestações folclóricas. O carnaval de marchinhas é considerado o melhor do Estado de São Paulo  e é destaque na imprensa nacional e internacional .
Com tendência ao turismo cultural e ecológico foi identificado pelos membros do Conselho Municipal do Turismo (COMTUR), a necessidade de criar um evento para valorizar  e divulgar a gastronomia local 
, para tanto foi realizado um estudo de sazonalidade turística  no município, o qual identificou que o pior mês para a economia do comércio da cidade era agosto e justamente nesta data foi  inserida a Festa da Cozinha Caipira
Inicialmente, foi pensado em um festival gastronômico, mas como a cultura local é caipira, um nome sofisticado não combinaria com o evento, neste caso, o nome Festa da Cozinha Caipira, foi escolhido para valorizar justamente o preparo e a pesquisa dos pratos e também enriquecer com novas receitas os restaurantes da cidade.
Cada restaurante pesquisou por conta própria e elaboraram 10 receitas, algumas inéditas e outras inovadas, dessas algumas foram viabilizadas no cardápio da festa , foi um sucesso aprovado pelo público e também um resgate cultural e de alguns costumes da memória Luizense.
Os restaurantes pioneiros na participação da festa foram: Santa Terezinha, Tempero da terra, Sabor caipira, Cantinho dos amigos, Rancho do mato.
Dentre os pratos servidos estão: leitoa pururuca, feijão tropeiro, arroz carreteiro, torresmo, salada do umbigo da bananeira, carne de porco na gordura (comida de lata). E o prato Juçara com carne e pinhão, destaque inovador, que divulga a culinária da região, mostrando a preocupação com o meio ambiente.
Desde a primeira edição em 2012, a Festa acontece no Mercado Municipal da cidade, e conta com diversos atrativos tais como: apresentações de música caipira, catira, desfile de carros de boi e tropas muários, artesanatos e uma grande variedade de pratos típicos da cozinha caipira, doces caseiros, caldos e cachaças, já é considerada uma das melhores festas, passando a integrar definitivamente o calendário oficial da cidade.

### Mercado Municipal
Construído no final do século XIX, possui forma de um quadrilátero todo em arcadas, tendo a parte central descoberta, sendo contornado por um corredor. Espaço que se destina a venda e troca de mercadorias, tendo também em seu interior alguns botequins. Ponto de encontro dos Luizenses, o Mercado é cenário de manifestações culturais .

## Culinária de São Luiz do Paraitinga
Boa parte da culinária caipira é de origem indígena ligadas a outras vertentes culturais, como a influência dos tropeiros . Entre as comidas típicas da região estão as seguintes: afogado, arroz com pato, arroz com suã, bolinho de farinha crua, bolo de penca, cambito com repolho e batata doce, canjiquinha com entrecosto, farofa de jarera, feijão com couve e torresmo, macarrão com galinha velha, mana-pança, mexida de içá, orelha de porco no feijão, pastéis de angu, paçoca de carne seca, roupa velha, sopa de cadela.

## Desfiles de Carros de Boi e Tropa Muares
Os desfiles de carros de boi exaltam a tradição histórica e cultural de São Luiz do Paraitinga, revivem o momento em que a cidade era invadida por tropeiros que saiam do Vale do Paraíba e seguiam rumo ao Porto de Parati, era um acontecimento diário. São um espetáculo à parte na festa da cidade, ocasião em que admiradores, produtores rurais e amantes da vida campestre se reúnem para uma diversão onde participam moradores e turistas deslumbrados com a exibição de belos animais e antigas carroças com grandes rodas de madeira.

## Artesanato
O artesanato de São Luiz do Paraitinga pode ser considerado rico e variado, com diversas atividades, tais como: trabalho com cerâmica, em madeiras, cestaria, artesanato em taboa. O bordado, tricô e crochê são tradicionais, assim como a produção de bonecas de pano e palhas . 

## Galeria de fotos

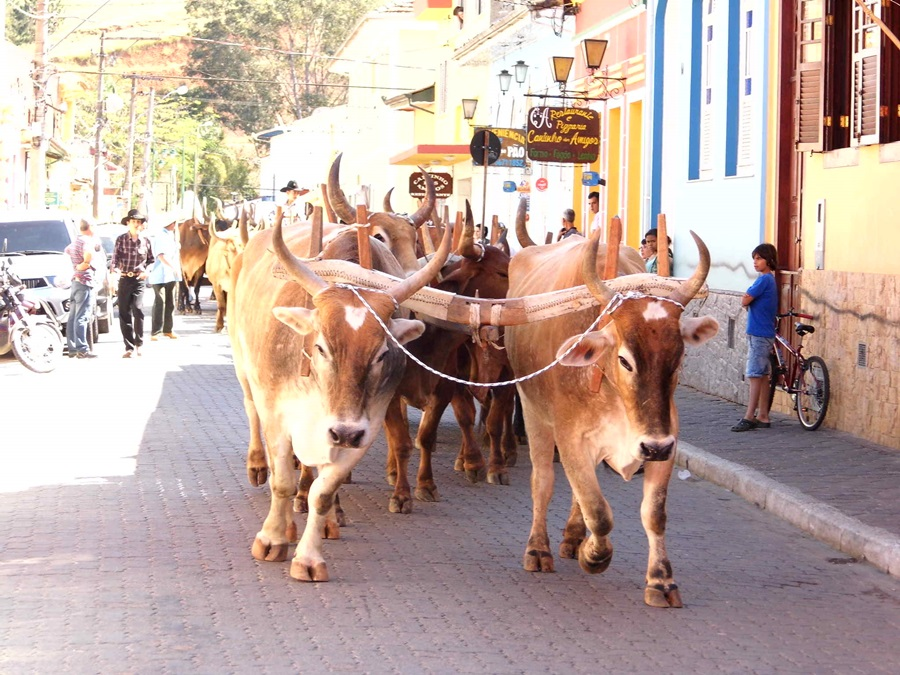
Desfile de carros de boi
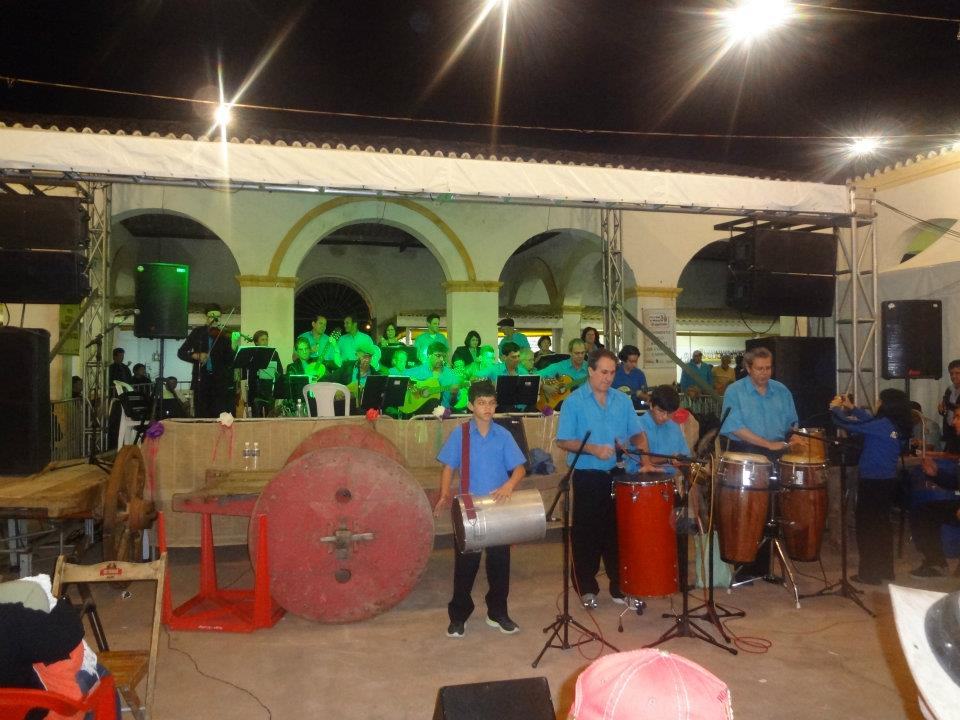
Local da festa
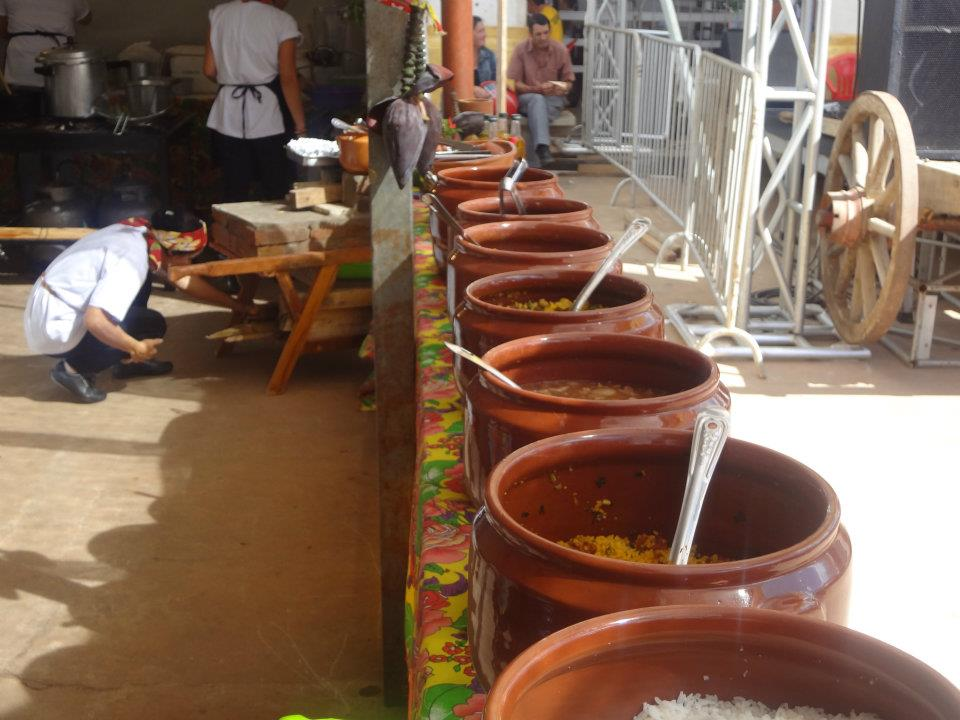
Comida caipira
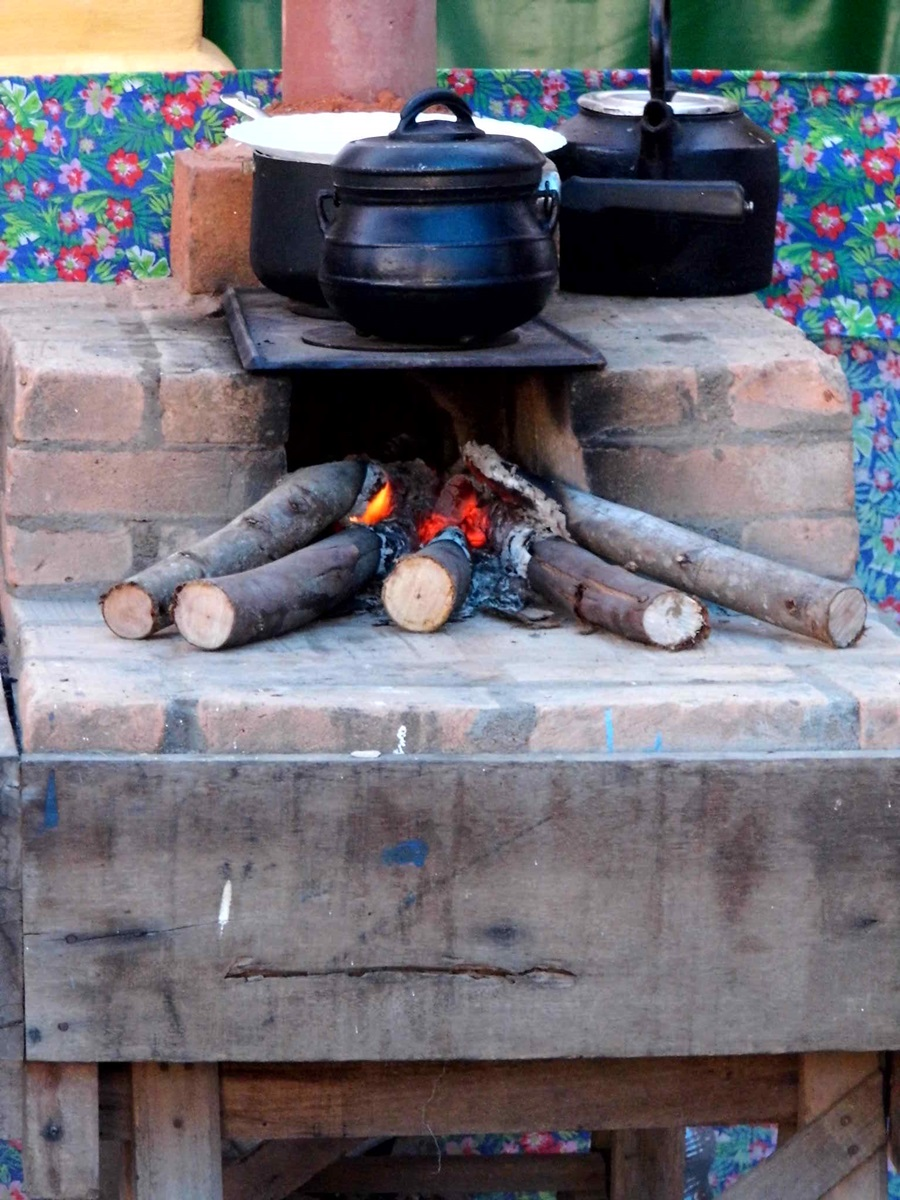
Comida feita no fogão à lenha
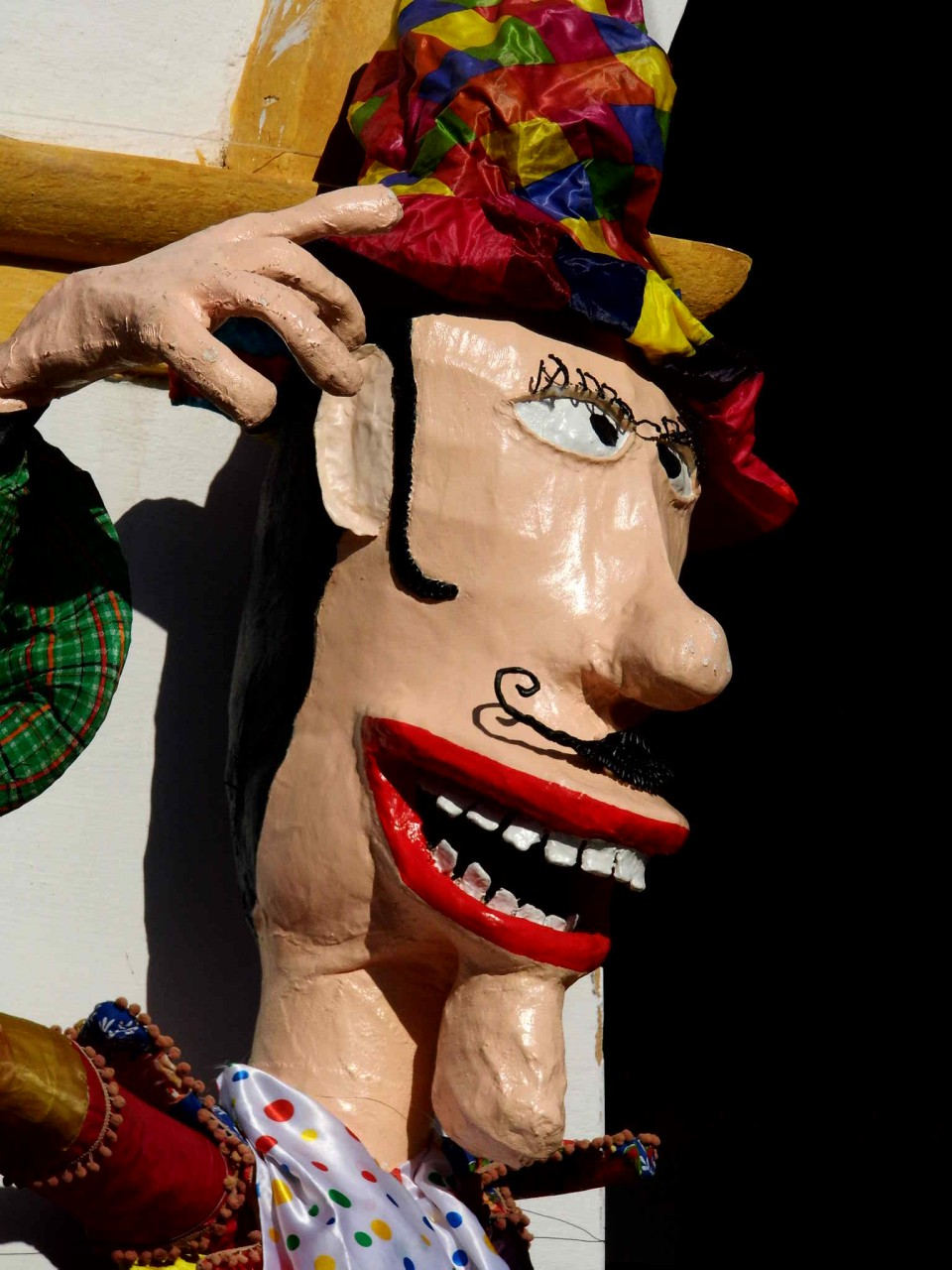
Artesanato